# Zeitgeist: Moving Forward
Pour plus de détails, voir Fiche technique et Distribution.
Zeitgeist: Moving Forward est un film documentaire américain à diffusion libre sorti en 2011, qui fait suite aux deux précédents films de Peter Joseph, Zeitgeist: The Movie (2007) et Zeitgeist: Addendum (2008). En août 2013, le film a plus de 21 millions de vues sur YouTube. Il a été bénévolement traduit en 31 langues différentes.

## Synopsis
Moving Forward (Aller de l’avant), est un film documentaire en faveur d'une transition qui déboucherait sur l'abandon de l'actuel paradigme socio-économique qui gouverne toutes les sociétés du monde. Ce film transcende le relativisme culturel ainsi que les idéologies traditionnelles et se focalise sur les principaux attributs humains et sociaux, ce « terreau vivant ». Le nouveau paradigme social durable qu'il prône, appelé "Modèle Économique Basé sur les Ressources", s'inscrit dans le respect des lois immuables de la nature.
Apparaissent dans ce film des experts dans les domaines de la santé publique, de l'anthropologie, de la neurobiologie, de l’économie, de l’énergie, de la technologie, des sciences humaines et autres domaines ayant trait au fonctionnement socio-culturel. Ses trois thèmes centraux sont le comportement humain, l’économie monétaire et les sciences appliquées.
Dans son ensemble, cette œuvre engagée constitue un modèle de compréhension du paradigme social actuel et explique pourquoi il est impératif d’en sortir. La nouvelle approche sociale radicale, mais néanmoins pratique, qu'elle propose, est fondée sur des connaissances avancées qui permettraient de résoudre les problèmes sociaux auxquels le monde est aujourd’hui confronté.
Une des caractéristiques uniques de ce film, qui le différencie en termes de style de la plupart des autres documentaires, est qu’il exploite en parallèle un thème cinématique/dramatique dans le cadre duquel figurent de véritables acteurs qui jouent différentes scènes abstraites liées au message général du film. Il utilise également avec force de nombreux effets visuels et de l'animation en 2D et 3D, et n'a donc recours que ponctuellement aux caractéristiques traditionnelles des films documentaires.

## Structure

### Partie I - Nature Humaine
Les humains sont des organismes conditionnés par leur environnement extérieur.

### Partie II - Pathologie Sociale
Notre société possède un caractère intrinsèquement pathologique.

### Partie III - Projet Terre
Comment organiser la vie sur Terre de manière rationnelle et intelligente ?

### Partie IV - S'élever
L’émergence de ce nouveau monde proposé n’est-il qu’une utopie ?

## Fiche technique
- Titre français : Zeitgeist: Moving Forward
- Réalisation : Peter Joseph
- Scénario : Peter Joseph
- Pays d'origine : États-Unis
- Format : Couleurs - 35 mm
- Genre : documentaire
- Durée : 201 minutes
- Date de sortie : 2011

## Distribution
- Peter Joseph : narrateur
- Robert Sapolsky : lui-même
- Gabor Mate : lui-même
- Richard Wilkinson : lui-même
- James Gilligan : lui-même
- John McMurtry : lui-même
- Michael Ruppert : lui-même
- Max Keiser : lui-même
- Jacque Fresco : lui-même
- Adrian Bowyer : lui-même
- Berok Khoshnevis : lui-même
- Roxanne Meadows : elle-même
- Colin Campbell (géologue) : lui-même